# Julia Grenan
Julia Grenan (auch Sighle oder Sheila Grenan; * 1884 in Dublin; † 6. Januar 1972 ebenda) war eine irische Republikanerin und Mitglied des Cumann na mBan, die vor allem für die Beteiligung am Osteraufstand von 1916 bekannt ist.

## Leben
Julia Grenan wurde 1884 als Tochter von Elizabeth Kenny und Patrick Grenan geboren, einem Tischler in der Lombard Street in Dublin, in der Nähe des Hauses der Familie von Elizabeth O’Farrell. Sie hatte zwei Brüder. Sie ging bei den Sisters of Mercy zur Schule und wurde danach Schneiderin. Die meiste Zeit ihres Lebens verbrachte sie mit O’Farrell, die beiden Mädchen waren Jugendfreundinnen und wuchsen gemeinsam auf. Als Frauen waren sie starke Nationalistinnen, sprachen Irisch und schlossen sich den verschiedenen Organisationen in Dublin an, wie der Conradh na Gaeilge, der Irish Women’s Franchise League und der Irish Women Workers’ Union. Im Jahr 1906 traten sie Inghinidhe na hÉireann bei und wurden bald nach dessen Gründung 1914 Mitglieder von Cumann na mBan. Die beiden Freundinnen unterstützten die Arbeiter im Dublin Lockout 1913 und Constance Markievicz bei ihren Bemühungen, Rekrutierungen für die britische Armee zu verhindern. Markievicz kümmerte sich persönlich um die beiden Frauen und bildete sie im Umgang mit Schusswaffen aus.
Grenan war vor und während des Osteraufstands von 1916 als Meldegängerin tätig. Sie meldete sich zusammen mit O’Farrell im General Post Office, dem Hauptquartier der Aufständischen. Im Laufe der Woche wurde sie mit Depeschen nach Dundalk und Carrickmacross geschickt. Sie und O’Farrell sorgten auch für die Lieferung von Waffen und Munition an die Aufständischen im College of Surgeons, wobei sie die Sachen unter ihrer Kleidung versteckten. Zusammen mit Grenan kümmerte sie sich auch um die Verwundeten, darunter James Connolly. Frauen und Verwundete wurden am Freitag der Osterwoche aus dem General Post Office evakuiert, aber Grenan, O’Farrell und Winifred Carney blieben mit dem Rest der Truppe zurück, die sich in ein nahe gelegenes Haus in der Moore Street zurückzog. Grenan wurde zusammen mit den Männern aus der Moore Street verhaftet und zunächst über Nacht in den Gärten der Rotunda des gleichnamigen Krankenhauses festgehalten.[5] Anschließend wurden sie in die Richmond Barracks gebracht und schließlich mit den übrigen verhafteten Frauen bis zum 9. Mai im Kilmainham Gaol inhaftiert. Während sie die Hinrichtungen mit anhörte, erklärte ihre Wärterin den Gefangenen ursprünglich, dass die Schüsse von den laufenden Kämpfen stammten.
Nach dem Aufstand arbeiteten Grenan und O’Farrell weiter für den Cumann na mBan. Während des Unabhängigkeitskrieges überbrachten sie Botschaften für die IRA und waren gegen den anglo-irischen Vertrag von 1921. Sie wohnten zusammen in Dublin, blieben aber dem Freistaat gegenüber feindlich eingestellt. In den fünfziger Jahren hielt Grenan Reden im Namen der republikanischen Bewegung und sammelte Spenden für republikanische Gefangene. Sie nahmen regelmäßig an republikanischen Veranstaltungen teil und folgten 1933 Mary MacSwiney bei ihrem Austritt aus dem Cumann na mBan, als die Organisation nach links abdriftete. Beide Frauen unterstützten die Grenzkampagne der IRA ab 1956.
In den Jahren nach dem Aufstand und den Kriegen arbeitete Grenan für das Büro der Lotterie Irish Hospitals' Sweepstake in Ballsbridge und auch als Kürschnerin in Dublin.
Julia Grenan starb am 6. Januar 1972 in Dublin und wurde neben der 1957 verstorbenen Elizabeth O’Farrell auf dem republikanischen Friedhof in Glasnevin, Dublin, beigesetzt. Da O’Farrell diejenige war, die die Kapitulation überbrachte, ist sie in der Regel diejenige, an die man sich besser erinnert.
In jüngster Zeit wurde spekuliert, dass Grenan und O’Farrell eine lesbische Beziehung führten. Die große Nähe zwischen ihnen, die Tatsache, dass sie 30 Jahre lang zusammenlebten, die Tatsache, dass keine der beiden jemals mit einem Mann verheiratet war, und die Tatsache, dass sie nebeneinander begraben wurden, werden als Indizien für eine intimere Beziehung gewertet.